# シーソーゲーム (アーケード)
シーソーゲーム(英:Seesaw Game)は、エイブルコーポレーションによって発売されたアーケードゲームである。小規模設置店向けのシーソーゲームミニも存在する。

## 概要
プレイヤーがシーソーを左右に移動しながらレールを傾けて、ボールを上から下へ運ぶという、子供から大人まで誰もが知っているゲームをアーケード化したもの。2人で遊べる機能を搭載し、カップル・親子・友達などのペアでのプレイも可能。主にレジャー施設に納品されることが多かった。製造はインターリコム社。

## システム
コイン投入後、スタート合図の音楽が鳴ったらスタートボタンでゲーム開始。上段レールに出てきたボールの勢いやスピードをプレイヤーがシーソーでうまく調整しながら次の段のレールへと運び、一番下のレール脇に設けられた左右に揺れるゴールにタイミングを見計らってボールを入れることができれば、ゲームクリアとなる。アイキャッチ抜群の大型筐体に加え、ゲーム中は音と光がプレイを盛り上げ、ゴール時はファンファーレも鳴るなど、様々な演出が施されている。